# Chomachankola
Chomachankola (auch Choma) ist ein Verwaltungsbezirk (englisch Ward) des Distrikts Igunga in der tansanischen Region Tabora.

## Geografie
Chomachankola ist ein gemischter Bezirk im westlichen Teil des zentralen Hochlands von Tansania. Er besteht aus der Kleinstadt Choma und den umliegenden Gebieten und liegt etwa 65 Kilometer Luftlinie nordwestlich der Distrikthauptstadt Igunga. Bei der Volkszählung 2022 lebten 22.150 Menschen in 3918 Haushalten auf einer Fläche von 187 Quadratkilometern.
Das Klima ist ein feuchtes, tropisches Savannenklima.
Der Bezirk grenzt im Norden an die Region Shinyanga, im Westen und im Südwesten an den Distrikt Nzega (DC)  und sonst an zwei Bezirke des Distrikts Igunga:
|         | Shinyanga                                   |          |
| Mwasala | Kompassrose, die auf Nachbargemeinden zeigt | Mwashiku |
| Wela    |                                             | Ngulu    |

## Gliederung
Der Bezirk besteht aus vier Gemeinden (swahili Mtaa) mit 27 Orten (Kitongoji):
| Chomachankola - Magharibi - Uswahilini - Sokoni - Yegela - Choma Kati | Chamalendi - Zomadi - Chamalendi - Ginnery - Mbuyuni Mashariki - Mbuyuni Magharibi - Mwamapuli | Bulangamilwa - Isunga - Bulugalila - Mwabula - Kibaoni - Bubiki - Mwabusalu - Mwasabala - Mwakwengi | Chibiso - Mwankono - Chibiso - Ilombamiso - Bulolangulu - Ilombamiso A - Ilombamiso B - Mwanhalanga - Manonga |

## Infrastruktur
- Bildung: Die Choma Secondary School ist eine staatliche weiterführende Schule, die Tages- und Internatsschüler bis zur 4. Stufe ausbildet.[8]
- Gesundheit: In Choma gibt es ein staatliches Gesundheitszentrum[9] und in den Gemeinden Bulangamilwa[10] und Chibiso[11] je eine Apotheke.